# ピュア・ヒロイン
ピュア・ヒロイン（Pure Heroine）はニュージーランドのシンガーソングライターロードのデビュースタジオ・アルバムである。ユニバーサル ミュージック グループから2013年9月27日に発売された。同年12月13日にエクステンデットヴァージョンが発売された。ロードは音楽プロデューサーのジョエル・リトルと協力して、2012年にプロジェクトを企画し、制作に取り掛かった。『ピュア・ヒロイン』は音楽的には、ドリーム・ポップ、エレクトロニカ、エレクトロ・ポップのアルバムで、重低音と計画されたビートを打つことを特徴とする。歌詞は青春と主流文化への批評が描かれている。
『ピュア・ヒロイン』は、音楽批評家から肯定的評価を与えられた。ある批評家は、作詞作曲とプロデュース、ロードの歌唱能力を称賛した。また、商業的にも成功を収めた。ニュージーランドのOfficial New Zealand Music ChartとオーストラリアのARIAチャートで初登場1位を獲得。アメリカのBillboard 200で最高3位、更に8か国の音楽チャートで上位10位以内に入った。アルバムは、第56回グラミー賞の最優秀ポップ・ヴォーカル・アルバム賞の候補になった。
シングルカットされた『ロイヤルズ』はカナダ、アイルランド、ニュージーランド、イギリス、アメリカで首位を獲得。単独の歌手としてはニュージランド出身者で初めて全米首位を獲得。また、1997年のティファニーの『ふたりの世界』以降の最年少全米首位獲得者となった。2枚目のシングルとして発表された『テニス・コート』は複数の国のチャート入り。3枚目のシングル『チーム』は、ニュージランド、カナダ、アメリカで10位、オーストラリアで20位。その他、『ノー・ベター』『グローリー・アンド・ゴア』がシングルカットされた。

## 収録曲
| 全作詞・作曲: ロード、ジョエル・リトル。『スウィンギン・パーティー』のみポール・ウェスターバーグが制作。。 |                                    |                                                                                                |                                                                                                |      |
| # | タイトル                           | 作詞                                                                                           | 作曲・編曲                                                                                     | 時間 |
| 1. | 「テニス・コート」                 | ロード、 ジョエル・リトル 。『スウィンギン・パーティー』のみ ポール・ウェスターバーグ が制作。 | ロード、 ジョエル・リトル 。『スウィンギン・パーティー』のみ ポール・ウェスターバーグ が制作。 | 3:18 |
| 2. | 「400ルクス」                      | ロード、 ジョエル・リトル 。『スウィンギン・パーティー』のみ ポール・ウェスターバーグ が制作。 | ロード、 ジョエル・リトル 。『スウィンギン・パーティー』のみ ポール・ウェスターバーグ が制作。 | 3:54 |
| 3. | 「ロイヤルズ」                     | ロード、 ジョエル・リトル 。『スウィンギン・パーティー』のみ ポール・ウェスターバーグ が制作。 | ロード、 ジョエル・リトル 。『スウィンギン・パーティー』のみ ポール・ウェスターバーグ が制作。 | 3:10 |
| 4. | 「リブズ」                         | ロード、 ジョエル・リトル 。『スウィンギン・パーティー』のみ ポール・ウェスターバーグ が制作。 | ロード、 ジョエル・リトル 。『スウィンギン・パーティー』のみ ポール・ウェスターバーグ が制作。 | 4:18 |
| 5. | 「バズカット・シーズン」           | ロード、 ジョエル・リトル 。『スウィンギン・パーティー』のみ ポール・ウェスターバーグ が制作。 | ロード、 ジョエル・リトル 。『スウィンギン・パーティー』のみ ポール・ウェスターバーグ が制作。 | 4:06 |
| 6. | 「チーム」                         | ロード、 ジョエル・リトル 。『スウィンギン・パーティー』のみ ポール・ウェスターバーグ が制作。 | ロード、 ジョエル・リトル 。『スウィンギン・パーティー』のみ ポール・ウェスターバーグ が制作。 | 3:13 |
| 7. | 「グローリー・アンド・ゴア」       | ロード、 ジョエル・リトル 。『スウィンギン・パーティー』のみ ポール・ウェスターバーグ が制作。 | ロード、 ジョエル・リトル 。『スウィンギン・パーティー』のみ ポール・ウェスターバーグ が制作。 | 3:30 |
| 8. | 「スティル・セイン」               | ロード、 ジョエル・リトル 。『スウィンギン・パーティー』のみ ポール・ウェスターバーグ が制作。 | ロード、 ジョエル・リトル 。『スウィンギン・パーティー』のみ ポール・ウェスターバーグ が制作。 | 3:08 |
| 9. | 「ホワイト・ティース・ティーンズ」 | ロード、 ジョエル・リトル 。『スウィンギン・パーティー』のみ ポール・ウェスターバーグ が制作。 | ロード、 ジョエル・リトル 。『スウィンギン・パーティー』のみ ポール・ウェスターバーグ が制作。 | 3:36 |
| 10. | 「ア・ワールド・アローン」         | ロード、 ジョエル・リトル 。『スウィンギン・パーティー』のみ ポール・ウェスターバーグ が制作。 | ロード、 ジョエル・リトル 。『スウィンギン・パーティー』のみ ポール・ウェスターバーグ が制作。 | 4:54 |
| 合計時間:                                                                                                  | 合計時間:                          | 37:08                                                                                          |                                                                                                |      |

| #   | タイトル                               | 作詞 | 作曲・編曲 | 時間                       |
| --- | -------------------------------------- | ---- | ---------- | -------------------------- |
| 11. | 「ブラヴァド」                         |      |            | <time datetime="3:41">3:41 |
| 12. | 「スウィンギン・パーティー」           |      |            | <time datetime="3:42">3:42 |
| 13. | 「ブラヴァド (Fffrrannno リミックス)」 |      |            | <time datetime="3:43">3:43 |

| #         | タイトル                     | 作詞  | 作曲・編曲 | 時間                       |
| --------- | ---------------------------- | ----- | ---------- | -------------------------- |
| 11.       | 「ノー・ベター」             |       |            | <time datetime="2:50">2:50 |
| 12.       | 「ブラヴァド」               |       |            | <time datetime="3:41">3:41 |
| 13.       | 「ミリオン・ダラー・ビルズ」 |       |            | <time datetime="2:18">2:18 |
| 14.       | 「ザ・ラブ・クラブ」         |       |            | <time datetime="3:21">3:21 |
| 15.       | 「ビッティング・ダウン」     |       |            | <time datetime="3:33">3:33 |
| 16.       | 「スウィンギン・パーティー」 |       |            | <time datetime="3:42">3:42 |
| 合計時間: | 合計時間:                    | 56:44 |            |                            |